# Specimensskrift
Specimensskrift, specimenskrift, specimenarbete eller bara specimen är en äldre typ av akademiskt meriterande arbete, som användes för att exemplifiera skribentens kunskapsnivå och teoretiska kompetens. Att avlägga prov med sådan skrift kallades att speciminera.